# 長野県辰野高等学校
長野県辰野高等学校（ながのけん たつのこうとうがっこう）は、長野県上伊那郡辰野町にある公立高等学校。
普通科と商業科の2つがある。
文化祭は「桜陵祭」（おうりょうさい）という。
生徒、保護者、教師で構成される三者協議会が組織され、学校運営に関する事項について話し合いが行われていることでも知られる。

## 教育目標
1. 勤労と責任を重んじ、自主独立のできる生活能力を養う。
2. 相互扶助と自他敬愛の精神を養う。
3. 専門的技術の修得と、応用能力の向上を計る。
4. 地域の要望に応え、質実の伝統を活かし、学校長、職員、生徒全員が常に一体となって教育の成果を挙げる。

## 沿革
- 1913年4月21日 - 長野県上伊那郡組合立伊北農蚕学校として開校。
- 1921年5月6日 - 長野県上伊那郡伊北農商学校に改称、商業科を設置。
- 1925年6月2日 - 甲種学校へ昇格。
- 1944年2月24日 - 農林科を設置、商業科の募集停止。
- 1946年3月23日 - 農林科を廃止、商業科の募集再開。
- 1947年4月1日 - 長野県に移管。
- 1948年3月23日 - 学制改革により長野県辰野実業高等学校となる。全日制、定時制本校、定時制小野分校及び併設中学校を設置。
- 1939年4月1日 - 長野県伊那富実科高等女学校が開校。
- 1943年3月31日 - 長野県伊那富高等女学校に改称。
- 1947年3月31日 - 長野県辰野高等女学校に改称。
- 1948年3月31日 - 学制改革により長野県辰野町立辰野高等学校となる。併設中学校を設置。
- 1949年3月31日 - 長野県辰野実業高等学校が長野県辰野町立辰野高等学校を併合。農業科、商業科、普通科を設置。併設中学校廃止。
- 1949年5月19日 - 長野県辰野高等学校に改称。
- 1953年3月31日 - 定時制小野分校を廃止。
- 1965年3月31日 - 農業科を廃止。
- 1972年3月11日 - 定時制を廃止。
- 詳しくは、辰野高等学校のウェブサイトのコンテンツの1つである沿革を参照。

## 校歌
- 辰野高等学校校歌（作詞：北沢小八郎 作曲：船橋栄吉）

## 校章
- 校章

## 最寄駅
- 東海旅客鉄道飯田線：宮木駅下車徒歩15分。
- 辰野町営バス 川島線 高校前停留所下車すぐ

## 出身人物
- 平沢彰（俳優）
- 小池和夫（湖池屋創業者）
- 山崎弘美（元読売ジャイアンツ選手、マネージャー）